# Can Laureà
Can Laureà és una obra de Font-rubí (Alt Penedès) inclosa a l'Inventari del Patrimoni Arquitectònic de Catalunya.

## Descripció
Can Laureà és un xalet situat als afores del nucli urbà de Guardiola de Font-rubí, al costat de la carretera. Es tracta d'un edifici aïllat format per planta baixa i pis. La façana presenta una composició simètrica, amb balcons plans al primer pis i finestres i porta d'accés centrada a la planta baixa. Totes les obertures són emmarcades per motllures de formes arrodonides. El coronament és esglaonat, amb decoració de maó vist. A la teulada hi ha una xemeneia revestida de ceràmica policroma.

## Història
L'edifici va ser construït durant el primer terç del segle XX pel mestres de cases Josep Queral, de Guardiola, segons testimoniatge oral.